# مونتي لاتاري

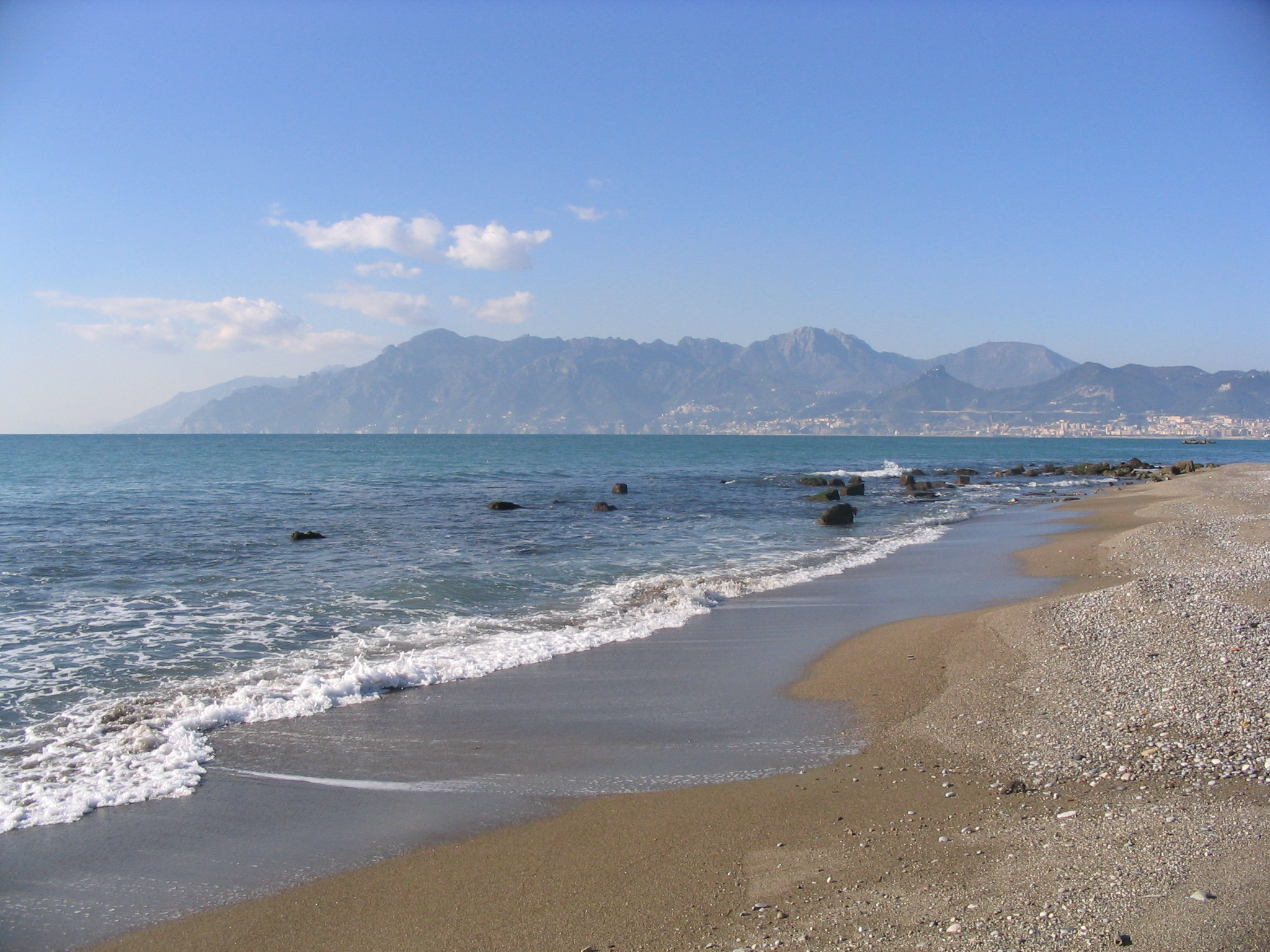
مشهد لمونتي لاتاري من خليج ساليرنو.

مونتي لاتاري أو جبال لاتاري هي سلسلة جبال في كامبانيا في جنوب إيطاليا والتي تشكل العمود الفقري لشبه الجزيرة السورنتينية وساحل أمالفي.